# Шляхтинецький ботанічний заказник
Шляхтине́цький зака́зник — ботанічний заказник місцевого значення в Україні.

## Розташування
Заказник розташований між селами Гаї-Гречинські та Гаї-Шевченківські Байковецької сільської громади Тернопільського району Тернопільської області, у кварталі 19 головного підприємства Тернопільського обласного управління лісового господарства, в межах лісового урочища «Шляхтинці».

## Пам'ятка
Створений відповідно до рішення виконкому Тернопільської обласної ради № 360 від 22 липня 1977. Перебуває у віданні Тернопільського обласного управління лісового господарства.

## Характеристика
Площа — 36 га. Під охороною — місцеві види лікарських рослин.